# Eneco Tour 2011
L'Eneco Tour 2011 est la 7e édition de l'Eneco Tour. Il a eu lieu du 8 au 14 août 2011 aux Pays-Bas et en Belgique. Il s'agit de la 20e épreuve de l'UCI World Tour 2011.
La course se déroule sur sept étapes, dont le prologue inaugural ainsi qu'un autre contre-la-montre individuel tenue à Roermond aux Pays-Bas. La course a lieu une semaine plus tôt que la saison précédente et elle dure un jour de moins.
Le Tour est remporté par le Norvégien Edvald Boasson Hagen, du Team Sky. Il remporte la course pour la deuxième fois en trois ans après sa victoire de 2009. Il s'est emparé du maillot blanc de leader à l'issue du contre-la-montre de la 4e étape et il l'a conservé jusqu'à la dernière étape qu'il a remporté. Il devance le Belge Philippe Gilbert (Omega Pharma-Lotto) de 22 secondes et le Britannique David Millar (Garmin-Cervélo) de 28 secondes.
Boasson Hagen a également joué un rôle important dans les autres classements. Ses six places parmi les dix premiers d'étapes au cours de la semaine lui valent la victoire dans le classement par points, tandis que sa victoire au général lui permet aussi de s'adjuger le classement des jeunes. Le Team RadioShack remporte le classement de la meilleure équipe après avoir terminé à égalité avec la Team Sky au classement.

## Présentation

### Équipes
L'Eneco Tour faisant partie de l'UCI World Tour, les 18 équipes World Tour sont automatiquement présentes sur la course, composées chacune de huit coureurs. Quatre équipes continentales professionnelles (Skil-Shimano, Topsport Vlaanderen-Mercator, Cofidis et Verandas Willems-Accent) ont été invitées à la course pour former un peloton composé de 22 équipes.
Les 22 équipes présentes sur la course sont donc :
| ProTeams (18)- Ag2r La Mondiale - Astana - BMC Racing Team - Euskaltel-Euskadi - Garmin-Cervélo - HTC-Highroad - Lampre-ISD - Leopard-Trek - Liquigas-Cannondale - Omega Pharma-Lotto - Quick Step Cycling Team - Rabobank - Saxo Bank-Sungard - Katusha - Movistar Team - Team RadioShack - Sky ProCycling - Vacansoleil-DCM Équipes continentales professionnelles (4)- Cofidis, le Crédit en Ligne - Topsport Vlaanderen-Mercator - Skil-Shimano - Veranda’s Willems-Accent |
| |

### Favoris
Le principal favori pour la victoire finale est Philippe Gilbert (Omega Pharma-Lotto) qui vise la place de numéro un mondial au classement UCI. Il aura pour principaux rivaux le Norvégien Edvald Boasson Hagen (Team Sky), les Belges Stijn Devolder (Vacansoleil-DCM) et Nick Nuyens (Saxo Bank-SunGard), les Néerlandais Joost Posthuma (Team Leopard-Trek), Maarten Tjallingii et Lars Boom (Rabobank), les Britanniques David Millar (Garmin-Cervélo) et Geraint Thomas (Team Sky) et enfin l'Américain Taylor Phinney (BMC Racing).

## Étapes
| Étape     | Date    | Villes étapes                   | type                        | Distance (km) | Vainqueur d'étape    | Leader du classement général |
| --------- | ------- | ------------------------------- | --------------------------- | ------------- | -------------------- | ---------------------------- |
| Prologue  | 8 août  | Amersfoort – Amersfoort         | prologue                    | 5,7           | Taylor Phinney       | Taylor Phinney               |
| 1re étape | 9 août  | Oosterhout – Sint Willebrord    | étape de plaine             | 192,1         | André Greipel        | Taylor Phinney               |
| 2e étape  | 10 août | Aalter – Ardoye                 | étape de plaine             | 173,7         | André Greipel        | Taylor Phinney               |
| 3e étape  | 11 août | Heers – Andenne                 | étape vallonnée             | 191,2         | Philippe Gilbert     | Philippe Gilbert             |
| 4e étape  | 12 août | Ruremonde – Ruremonde           | contre-la-montre individuel | 14,7          | Jesse Sergent        | Edvald Boasson Hagen         |
| 5e étape  | 13 août | Genk – Genk                     | étape de plaine             | 189,2         | Matteo Bono          | Edvald Boasson Hagen         |
| 6e étape  | 14 août | Sittard-Geleen – Sittard-Geleen | étape vallonnée             | 201,2         | Edvald Boasson Hagen | Edvald Boasson Hagen         |

## Récit de la course

### Prologue
8 août 2011 – Amersfoort - Amersfoort, 5,7 km (clm)
| \| Classement de l'étape \| Classement de l'étape \| Classement de l'étape \| Classement de l'étape \| Classement de l'étape \| \| Coureur \| Coureur \| Pays \| Équipe \| Temps \| \| --------------------- \| --------------------- \| --------------------- \| --------------------- \| --------------------- \| \| 1er \| Taylor Phinney \| États-Unis \| BMC Racing Team \| 6 min 57 s \| \| 2e \| Edvald Boasson Hagen \| Norvège \| Team Sky \| + 7 s \| \| 3e \| David Millar \| Royaume-Uni \| Garmin-Cervélo \| + 8 s \| \| 4e \| Alex Rasmussen \| Danemark \| HTC-Highroad \| + 9 s \| \| 5e \| Lars Boom \| Pays-Bas \| Rabobank \| + 10 s \| \| 6e \| Jos van Emden \| Pays-Bas \| Rabobank \| + 11 s \| \| 7e \| Jesse Sergent \| Nouvelle-Zélande \| Leopard-Trek \| + 12 s \| \| 8e \| Philippe Gilbert \| Belgique \| Omega Pharma-Lotto \| + 15 s \| \| 9e \| Geraint Thomas \| Royaume-Uni \| Team Sky \| + 18 s \| \| 10e \| Robert Wagner \| Allemagne \| Leopard-Trek \| + 18 s \| |                      |                  |                    |            |
| |                      |                  |                    |            |
| Source : ProCyclingStats |                      |                  |                    |            |
| Classement de l'étape |                      |                  |                    |            |
| Coureur | Coureur              | Pays             | Équipe             | Temps      |
| 1er | Taylor Phinney       | États-Unis       | BMC Racing Team    | 6 min 57 s |
| 2e | Edvald Boasson Hagen | Norvège          | Team Sky           | + 7 s      |
| 3e | David Millar         | Royaume-Uni      | Garmin-Cervélo     | + 8 s      |
| 4e | Alex Rasmussen       | Danemark         | HTC-Highroad       | + 9 s      |
| 5e | Lars Boom            | Pays-Bas         | Rabobank           | + 10 s     |
| 6e | Jos van Emden        | Pays-Bas         | Rabobank           | + 11 s     |
| 7e | Jesse Sergent        | Nouvelle-Zélande | Leopard-Trek       | + 12 s     |
| 8e | Philippe Gilbert     | Belgique         | Omega Pharma-Lotto | + 15 s     |
| 9e | Geraint Thomas       | Royaume-Uni      | Team Sky           | + 18 s     |
| 10e | Robert Wagner        | Allemagne        | Leopard-Trek       | + 18 s     |

| \| Classement général \| Classement général \| Classement général \| Classement général \| Classement général \| \| Coureur \| Coureur \| Pays \| Équipe \| Temps \| \| ------------------ \| -------------------- \| ------------------ \| ------------------ \| ------------------ \| \| 1er \| Taylor Phinney \| États-Unis \| BMC Racing Team \| 6 min 57 s \| \| 2e \| Edvald Boasson Hagen \| Norvège \| Team Sky \| + 7 s \| \| 3e \| David Millar \| Royaume-Uni \| Garmin-Cervélo \| + 8 s \| \| 4e \| Alex Rasmussen \| Danemark \| HTC-Highroad \| + 9 s \| \| 5e \| Lars Boom \| Pays-Bas \| Rabobank \| + 10 s \| \| 6e \| Jos van Emden \| Pays-Bas \| Rabobank \| + 11 s \| \| 7e \| Jesse Sergent \| Nouvelle-Zélande \| Leopard-Trek \| + 12 s \| \| 8e \| Philippe Gilbert \| Belgique \| Omega Pharma-Lotto \| + 15 s \| \| 9e \| Geraint Thomas \| Royaume-Uni \| Team Sky \| + 18 s \| \| 10e \| Robert Wagner \| Allemagne \| Leopard-Trek \| + 18 s \| |                      |                  |                    |            |
| |                      |                  |                    |            |
| Source : ProCyclingStats |                      |                  |                    |            |
| Classement général |                      |                  |                    |            |
| Coureur | Coureur              | Pays             | Équipe             | Temps      |
| 1er | Taylor Phinney       | États-Unis       | BMC Racing Team    | 6 min 57 s |
| 2e | Edvald Boasson Hagen | Norvège          | Team Sky           | + 7 s      |
| 3e | David Millar         | Royaume-Uni      | Garmin-Cervélo     | + 8 s      |
| 4e | Alex Rasmussen       | Danemark         | HTC-Highroad       | + 9 s      |
| 5e | Lars Boom            | Pays-Bas         | Rabobank           | + 10 s     |
| 6e | Jos van Emden        | Pays-Bas         | Rabobank           | + 11 s     |
| 7e | Jesse Sergent        | Nouvelle-Zélande | Leopard-Trek       | + 12 s     |
| 8e | Philippe Gilbert     | Belgique         | Omega Pharma-Lotto | + 15 s     |
| 9e | Geraint Thomas       | Royaume-Uni      | Team Sky           | + 18 s     |
| 10e | Robert Wagner        | Allemagne        | Leopard-Trek       | + 18 s     |

### 1reétape
9 août 2011 – Oosterhout - Sint Willebrord, 192,1 km
| \| Classement de l'étape \| Classement de l'étape \| Classement de l'étape \| Classement de l'étape \| Classement de l'étape \| \| Coureur \| Coureur \| Pays \| Équipe \| Temps \| \| --------------------- \| --------------------- \| --------------------- \| --------------------- \| --------------------- \| \| 1er \| André Greipel \| Allemagne \| Omega Pharma-Lotto \| 4 h 21 min 20 s \| \| 2e \| Denis Galimzyanov \| Russie \| Katusha \| + 0 s \| \| 3e \| Tyler Farrar \| États-Unis \| Garmin-Cervélo \| + 0 s \| \| 4e \| Theo Bos \| Pays-Bas \| Rabobank \| + 0 s \| \| 5e \| Tom Veelers \| Pays-Bas \| Skil-Shimano \| + 0 s \| \| 6e \| Edvald Boasson Hagen \| Norvège \| Team Sky \| + 0 s \| \| 7e \| Taylor Phinney \| États-Unis \| BMC Racing Team \| + 0 s \| \| 8e \| Mirko Selvaggi \| Italie \| Vacansoleil-DCM \| + 0 s \| \| 9e \| Gerald Ciolek \| Allemagne \| Quick Step \| + 0 s \| \| 10e \| Grega Bole \| Slovénie \| Lampre-ISD \| + 0 s \| |                      |            |                    |                 |
| |                      |            |                    |                 |
| Source : ProCyclingStats |                      |            |                    |                 |
| Classement de l'étape |                      |            |                    |                 |
| Coureur | Coureur              | Pays       | Équipe             | Temps           |
| 1er | André Greipel        | Allemagne  | Omega Pharma-Lotto | 4 h 21 min 20 s |
| 2e | Denis Galimzyanov    | Russie     | Katusha            | + 0 s           |
| 3e | Tyler Farrar         | États-Unis | Garmin-Cervélo     | + 0 s           |
| 4e | Theo Bos             | Pays-Bas   | Rabobank           | + 0 s           |
| 5e | Tom Veelers          | Pays-Bas   | Skil-Shimano       | + 0 s           |
| 6e | Edvald Boasson Hagen | Norvège    | Team Sky           | + 0 s           |
| 7e | Taylor Phinney       | États-Unis | BMC Racing Team    | + 0 s           |
| 8e | Mirko Selvaggi       | Italie     | Vacansoleil-DCM    | + 0 s           |
| 9e | Gerald Ciolek        | Allemagne  | Quick Step         | + 0 s           |
| 10e | Grega Bole           | Slovénie   | Lampre-ISD         | + 0 s           |

| \| Classement général \| Classement général \| Classement général \| Classement général \| Classement général \| \| Coureur \| Coureur \| Pays \| Équipe \| Temps \| \| ------------------ \| -------------------- \| ------------------ \| ------------------ \| ------------------ \| \| 1er \| Taylor Phinney \| États-Unis \| BMC Racing Team \| 4 h 28 min 17 s \| \| 2e \| Edvald Boasson Hagen \| Norvège \| Team Sky \| + 7 s \| \| 3e \| David Millar \| Royaume-Uni \| Garmin-Cervélo \| + 8 s \| \| 4e \| Alex Rasmussen \| Danemark \| HTC-Highroad \| + 9 s \| \| 5e \| Lars Boom \| Pays-Bas \| Rabobank \| + 10 s \| \| 6e \| Jos van Emden \| Pays-Bas \| Rabobank \| + 11 s \| \| 7e \| Jesse Sergent \| Nouvelle-Zélande \| Leopard-Trek \| + 12 s \| \| 8e \| Philippe Gilbert \| Belgique \| Omega Pharma-Lotto \| + 15 s \| \| 9e \| Geraint Thomas \| Royaume-Uni \| Team Sky \| + 18 s \| \| 10e \| Robert Wagner \| Allemagne \| Leopard-Trek \| + 18 s \| |                      |                  |                    |                 |
| |                      |                  |                    |                 |
| Source : ProCyclingStats |                      |                  |                    |                 |
| Classement général |                      |                  |                    |                 |
| Coureur | Coureur              | Pays             | Équipe             | Temps           |
| 1er | Taylor Phinney       | États-Unis       | BMC Racing Team    | 4 h 28 min 17 s |
| 2e | Edvald Boasson Hagen | Norvège          | Team Sky           | + 7 s           |
| 3e | David Millar         | Royaume-Uni      | Garmin-Cervélo     | + 8 s           |
| 4e | Alex Rasmussen       | Danemark         | HTC-Highroad       | + 9 s           |
| 5e | Lars Boom            | Pays-Bas         | Rabobank           | + 10 s          |
| 6e | Jos van Emden        | Pays-Bas         | Rabobank           | + 11 s          |
| 7e | Jesse Sergent        | Nouvelle-Zélande | Leopard-Trek       | + 12 s          |
| 8e | Philippe Gilbert     | Belgique         | Omega Pharma-Lotto | + 15 s          |
| 9e | Geraint Thomas       | Royaume-Uni      | Team Sky           | + 18 s          |
| 10e | Robert Wagner        | Allemagne        | Leopard-Trek       | + 18 s          |

### 2eétape
10 août 2011 – Aalter - Ardooie, 169,1 km
| \| Classement de l'étape \| Classement de l'étape \| Classement de l'étape \| Classement de l'étape \| Classement de l'étape \| \| Coureur \| Coureur \| Pays \| Équipe \| Temps \| \| --------------------- \| --------------------- \| --------------------- \| ---------------------------- \| --------------------- \| \| 1er \| André Greipel \| Allemagne \| Omega Pharma-Lotto \| 4 h 07 min 21 s \| \| 2e \| Tyler Farrar \| États-Unis \| Garmin-Cervélo \| + 0 s \| \| 3e \| Edvald Boasson Hagen \| Norvège \| Team Sky \| + 0 s \| \| 4e \| Jempy Drucker \| Luxembourg \| Veranda's Willems-Accent \| + 0 s \| \| 5e \| Baden Cooke \| Australie \| Saxo Bank-Sungard \| + 0 s \| \| 6e \| Taylor Phinney \| États-Unis \| BMC Racing Team \| + 0 s \| \| 7e \| Tom Veelers \| Pays-Bas \| Skil-Shimano \| + 0 s \| \| 8e \| Grega Bole \| Slovénie \| Lampre-ISD \| + 0 s \| \| 9e \| Michael Van Staeyen \| Belgique \| Topsport Vlaanderen-Mercator \| + 0 s \| \| 10e \| Mark Renshaw \| Australie \| HTC-Highroad \| + 0 s \| |                      |            |                              |                 |
| |                      |            |                              |                 |
| Source : ProCyclingStats |                      |            |                              |                 |
| Classement de l'étape |                      |            |                              |                 |
| Coureur | Coureur              | Pays       | Équipe                       | Temps           |
| 1er | André Greipel        | Allemagne  | Omega Pharma-Lotto           | 4 h 07 min 21 s |
| 2e | Tyler Farrar         | États-Unis | Garmin-Cervélo               | + 0 s           |
| 3e | Edvald Boasson Hagen | Norvège    | Team Sky                     | + 0 s           |
| 4e | Jempy Drucker        | Luxembourg | Veranda's Willems-Accent     | + 0 s           |
| 5e | Baden Cooke          | Australie  | Saxo Bank-Sungard            | + 0 s           |
| 6e | Taylor Phinney       | États-Unis | BMC Racing Team              | + 0 s           |
| 7e | Tom Veelers          | Pays-Bas   | Skil-Shimano                 | + 0 s           |
| 8e | Grega Bole           | Slovénie   | Lampre-ISD                   | + 0 s           |
| 9e | Michael Van Staeyen  | Belgique   | Topsport Vlaanderen-Mercator | + 0 s           |
| 10e | Mark Renshaw         | Australie  | HTC-Highroad                 | + 0 s           |

| \| Classement général \| Classement général \| Classement général \| Classement général \| Classement général \| \| Coureur \| Coureur \| Pays \| Équipe \| Temps \| \| ------------------ \| -------------------- \| ------------------ \| ------------------ \| ------------------ \| \| 1er \| Taylor Phinney \| États-Unis \| BMC Racing Team \| 8 h 35 min 38 s \| \| 2e \| Edvald Boasson Hagen \| Norvège \| Team Sky \| + 3 s \| \| 3e \| David Millar \| Royaume-Uni \| Garmin-Cervélo \| + 8 s \| \| 4e \| Alex Rasmussen \| Danemark \| HTC-Highroad \| + 9 s \| \| 5e \| André Greipel \| Allemagne \| Omega Pharma-Lotto \| + 10 s \| \| 6e \| Lars Boom \| Pays-Bas \| Rabobank \| + 10 s \| \| 7e \| Jos van Emden \| Pays-Bas \| Rabobank \| + 11 s \| \| 8e \| Jesse Sergent \| Nouvelle-Zélande \| Leopard-Trek \| + 12 s \| \| 9e \| Philippe Gilbert \| Belgique \| Omega Pharma-Lotto \| + 15 s \| \| 10e \| Tyler Farrar \| États-Unis \| Garmin-Cervélo \| + 17 s \| |                      |                  |                    |                 |
| |                      |                  |                    |                 |
| Source : ProCyclingStats |                      |                  |                    |                 |
| Classement général |                      |                  |                    |                 |
| Coureur | Coureur              | Pays             | Équipe             | Temps           |
| 1er | Taylor Phinney       | États-Unis       | BMC Racing Team    | 8 h 35 min 38 s |
| 2e | Edvald Boasson Hagen | Norvège          | Team Sky           | + 3 s           |
| 3e | David Millar         | Royaume-Uni      | Garmin-Cervélo     | + 8 s           |
| 4e | Alex Rasmussen       | Danemark         | HTC-Highroad       | + 9 s           |
| 5e | André Greipel        | Allemagne        | Omega Pharma-Lotto | + 10 s          |
| 6e | Lars Boom            | Pays-Bas         | Rabobank           | + 10 s          |
| 7e | Jos van Emden        | Pays-Bas         | Rabobank           | + 11 s          |
| 8e | Jesse Sergent        | Nouvelle-Zélande | Leopard-Trek       | + 12 s          |
| 9e | Philippe Gilbert     | Belgique         | Omega Pharma-Lotto | + 15 s          |
| 10e | Tyler Farrar         | États-Unis       | Garmin-Cervélo     | + 17 s          |

### 3eétape
11 août 2011 – Heers - Andenne, 184 km
| \| Classement de l'étape \| Classement de l'étape \| Classement de l'étape \| Classement de l'étape \| Classement de l'étape \| \| Coureur \| Coureur \| Pays \| Équipe \| Temps \| \| --------------------- \| --------------------- \| --------------------- \| --------------------- \| --------------------- \| \| 1er \| Philippe Gilbert \| Belgique \| Omega Pharma-Lotto \| 4 h 54 min 53 s \| \| 2e \| Grega Bole \| Slovénie \| Lampre-ISD \| + 8 s \| \| 3e \| Ben Hermans \| Belgique \| Team RadioShack \| + 8 s \| \| 4e \| Koen de Kort \| Pays-Bas \| Skil-Shimano \| + 8 s \| \| 5e \| Linus Gerdemann \| Allemagne \| Leopard-Trek \| + 8 s \| \| 6e \| Zdeněk Štybar \| Tchéquie \| Quick Step \| + 8 s \| \| 7e \| Dries Devenyns \| Belgique \| Quick Step \| + 8 s \| \| 8e \| Lars Bak \| Danemark \| HTC-Highroad \| + 8 s \| \| 9e \| Edvald Boasson Hagen \| Norvège \| Team Sky \| + 8 s \| \| 10e \| Greg Van Avermaet \| Belgique \| BMC Racing Team \| + 8 s \| |                      |           |                    |                 |
| |                      |           |                    |                 |
| Source : ProCyclingStats |                      |           |                    |                 |
| Classement de l'étape |                      |           |                    |                 |
| Coureur | Coureur              | Pays      | Équipe             | Temps           |
| 1er | Philippe Gilbert     | Belgique  | Omega Pharma-Lotto | 4 h 54 min 53 s |
| 2e | Grega Bole           | Slovénie  | Lampre-ISD         | + 8 s           |
| 3e | Ben Hermans          | Belgique  | Team RadioShack    | + 8 s           |
| 4e | Koen de Kort         | Pays-Bas  | Skil-Shimano       | + 8 s           |
| 5e | Linus Gerdemann      | Allemagne | Leopard-Trek       | + 8 s           |
| 6e | Zdeněk Štybar        | Tchéquie  | Quick Step         | + 8 s           |
| 7e | Dries Devenyns       | Belgique  | Quick Step         | + 8 s           |
| 8e | Lars Bak             | Danemark  | HTC-Highroad       | + 8 s           |
| 9e | Edvald Boasson Hagen | Norvège   | Team Sky           | + 8 s           |
| 10e | Greg Van Avermaet    | Belgique  | BMC Racing Team    | + 8 s           |

| \| Classement général \| Classement général \| Classement général \| Classement général \| Classement général \| \| Coureur \| Coureur \| Pays \| Équipe \| Temps \| \| ------------------ \| -------------------- \| ------------------ \| ---------------------------- \| ------------------ \| \| 1er \| Philippe Gilbert \| Belgique \| Omega Pharma-Lotto \| 13 h 30 min 34 s \| \| 2e \| Edvald Boasson Hagen \| Norvège \| Team Sky \| + 5 s \| \| 3e \| David Millar \| Royaume-Uni \| Garmin-Cervélo \| + 13 s \| \| 4e \| Dominique Cornu \| Belgique \| Topsport Vlaanderen-Mercator \| + 23 s \| \| 5e \| Ben Hermans \| Belgique \| Team RadioShack \| + 25 s \| \| 6e \| Grega Bole \| Slovénie \| Lampre-ISD \| + 32 s \| \| 7e \| Lars Bak \| Danemark \| HTC-Highroad \| + 34 s \| \| 8e \| Taylor Phinney \| États-Unis \| BMC Racing Team \| + 34 s \| \| 9e \| Dries Devenyns \| Belgique \| Quick Step \| + 35 s \| \| 10e \| Joost van Leijen \| Pays-Bas \| Vacansoleil-DCM \| + 36 s \| |                      |             |                              |                  |
| |                      |             |                              |                  |
| Source : ProCyclingStats |                      |             |                              |                  |
| Classement général |                      |             |                              |                  |
| Coureur | Coureur              | Pays        | Équipe                       | Temps            |
| 1er | Philippe Gilbert     | Belgique    | Omega Pharma-Lotto           | 13 h 30 min 34 s |
| 2e | Edvald Boasson Hagen | Norvège     | Team Sky                     | + 5 s            |
| 3e | David Millar         | Royaume-Uni | Garmin-Cervélo               | + 13 s           |
| 4e | Dominique Cornu      | Belgique    | Topsport Vlaanderen-Mercator | + 23 s           |
| 5e | Ben Hermans          | Belgique    | Team RadioShack              | + 25 s           |
| 6e | Grega Bole           | Slovénie    | Lampre-ISD                   | + 32 s           |
| 7e | Lars Bak             | Danemark    | HTC-Highroad                 | + 34 s           |
| 8e | Taylor Phinney       | États-Unis  | BMC Racing Team              | + 34 s           |
| 9e | Dries Devenyns       | Belgique    | Quick Step                   | + 35 s           |
| 10e | Joost van Leijen     | Pays-Bas    | Vacansoleil-DCM              | + 36 s           |

### 4eétape
12 août 2011 – Roermond - Roermond, 14,7 km (clm)
| \| Classement de l'étape \| Classement de l'étape \| Classement de l'étape \| Classement de l'étape \| Classement de l'étape \| \| Coureur \| Coureur \| Pays \| Équipe \| Temps \| \| --------------------- \| --------------------- \| --------------------- \| --------------------- \| --------------------- \| \| 1er \| Jesse Sergent \| Nouvelle-Zélande \| Leopard-Trek \| 17 min 55 s \| \| 2e \| Alex Rasmussen \| Danemark \| HTC-Highroad \| + 14 s \| \| 3e \| Jürgen Roelandts \| Belgique \| Omega Pharma-Lotto \| + 20 s \| \| 4e \| Vladimir Isaychev \| Russie \| Katusha \| + 27 s \| \| 5e \| Lars Boom \| Pays-Bas \| Rabobank \| + 27 s \| \| 6e \| Jens Mouris \| Pays-Bas \| Vacansoleil-DCM \| + 30 s \| \| 7e \| Maarten Tjallingii \| Pays-Bas \| Rabobank \| + 30 s \| \| 8e \| Taylor Phinney \| États-Unis \| BMC Racing Team \| + 30 s \| \| 9e \| Edvald Boasson Hagen \| Norvège \| Team Sky \| + 32 s \| \| 10e \| Bert Grabsch \| Allemagne \| HTC-Highroad \| + 34 s \| |                      |                  |                    |             |
| |                      |                  |                    |             |
| Source : ProCyclingStats |                      |                  |                    |             |
| Classement de l'étape |                      |                  |                    |             |
| Coureur | Coureur              | Pays             | Équipe             | Temps       |
| 1er | Jesse Sergent        | Nouvelle-Zélande | Leopard-Trek       | 17 min 55 s |
| 2e | Alex Rasmussen       | Danemark         | HTC-Highroad       | + 14 s      |
| 3e | Jürgen Roelandts     | Belgique         | Omega Pharma-Lotto | + 20 s      |
| 4e | Vladimir Isaychev    | Russie           | Katusha            | + 27 s      |
| 5e | Lars Boom            | Pays-Bas         | Rabobank           | + 27 s      |
| 6e | Jens Mouris          | Pays-Bas         | Vacansoleil-DCM    | + 30 s      |
| 7e | Maarten Tjallingii   | Pays-Bas         | Rabobank           | + 30 s      |
| 8e | Taylor Phinney       | États-Unis       | BMC Racing Team    | + 30 s      |
| 9e | Edvald Boasson Hagen | Norvège          | Team Sky           | + 32 s      |
| 10e | Bert Grabsch         | Allemagne        | HTC-Highroad       | + 34 s      |

| \| Classement général \| Classement général \| Classement général \| Classement général \| Classement général \| \| Coureur \| Coureur \| Pays \| Équipe \| Temps \| \| ------------------ \| -------------------- \| ------------------ \| ---------------------------- \| ------------------ \| \| 1er \| Edvald Boasson Hagen \| Norvège \| Team Sky \| 13 h 49 min 06 s \| \| 2e \| Philippe Gilbert \| Belgique \| Omega Pharma-Lotto \| + 12 s \| \| 3e \| David Millar \| Royaume-Uni \| Garmin-Cervélo \| + 18 s \| \| 4e \| Taylor Phinney \| États-Unis \| BMC Racing Team \| + 27 s \| \| 5e \| Jos van Emden \| Pays-Bas \| Rabobank \| + 47 s \| \| 6e \| Joost van Leijen \| Pays-Bas \| Vacansoleil-DCM \| + 54 s \| \| 7e \| Dominique Cornu \| Belgique \| Topsport Vlaanderen-Mercator \| + 57 s \| \| 8e \| Dries Devenyns \| Belgique \| Quick Step \| + 58 s \| \| 9e \| Ben Hermans \| Belgique \| Team RadioShack \| + 59 s \| \| 10e \| Linus Gerdemann \| Allemagne \| Leopard-Trek \| + 1 min 03 s \| |                      |             |                              |                  |
| |                      |             |                              |                  |
| Source : ProCyclingStats |                      |             |                              |                  |
| Classement général |                      |             |                              |                  |
| Coureur | Coureur              | Pays        | Équipe                       | Temps            |
| 1er | Edvald Boasson Hagen | Norvège     | Team Sky                     | 13 h 49 min 06 s |
| 2e | Philippe Gilbert     | Belgique    | Omega Pharma-Lotto           | + 12 s           |
| 3e | David Millar         | Royaume-Uni | Garmin-Cervélo               | + 18 s           |
| 4e | Taylor Phinney       | États-Unis  | BMC Racing Team              | + 27 s           |
| 5e | Jos van Emden        | Pays-Bas    | Rabobank                     | + 47 s           |
| 6e | Joost van Leijen     | Pays-Bas    | Vacansoleil-DCM              | + 54 s           |
| 7e | Dominique Cornu      | Belgique    | Topsport Vlaanderen-Mercator | + 57 s           |
| 8e | Dries Devenyns       | Belgique    | Quick Step                   | + 58 s           |
| 9e | Ben Hermans          | Belgique    | Team RadioShack              | + 59 s           |
| 10e | Linus Gerdemann      | Allemagne   | Leopard-Trek                 | + 1 min 03 s     |

### 5eétape
13 août 2011 – Genk - Genk, 187 km
| \| Classement de l'étape \| Classement de l'étape \| Classement de l'étape \| Classement de l'étape \| Classement de l'étape \| \| Coureur \| Coureur \| Pays \| Équipe \| Temps \| \| --------------------- \| --------------------- \| --------------------- \| --------------------- \| --------------------- \| \| 1er \| Matteo Bono \| Italie \| Lampre-ISD \| 15 s \| \| 2e \| Sergey Renev \| Kazakhstan \| Astana \| + 0 s \| \| 3e \| Artem Ovechkin \| Russie \| Katusha \| + 3 s \| \| 4e \| Tomas Vaitkus \| Lituanie \| Astana \| + 6 s \| \| 5e \| Jürgen Roelandts \| Belgique \| Omega Pharma-Lotto \| + 6 s \| \| 6e \| Denis Galimzyanov \| Russie \| Katusha \| + 6 s \| \| 7e \| Kenny van Hummel \| Pays-Bas \| Skil-Shimano \| + 6 s \| \| 8e \| Jacopo Guarnieri \| Italie \| Liquigas-Cannondale \| + 6 s \| \| 9e \| Robbie McEwen \| Australie \| Team RadioShack \| + 6 s \| \| 10e \| Taylor Phinney \| États-Unis \| BMC Racing Team \| + 6 s \| |                   |            |                     |       |
| |                   |            |                     |       |
| Source : ProCyclingStats |                   |            |                     |       |
| Classement de l'étape |                   |            |                     |       |
| Coureur | Coureur           | Pays       | Équipe              | Temps |
| 1er | Matteo Bono       | Italie     | Lampre-ISD          | 15 s  |
| 2e | Sergey Renev      | Kazakhstan | Astana              | + 0 s |
| 3e | Artem Ovechkin    | Russie     | Katusha             | + 3 s |
| 4e | Tomas Vaitkus     | Lituanie   | Astana              | + 6 s |
| 5e | Jürgen Roelandts  | Belgique   | Omega Pharma-Lotto  | + 6 s |
| 6e | Denis Galimzyanov | Russie     | Katusha             | + 6 s |
| 7e | Kenny van Hummel  | Pays-Bas   | Skil-Shimano        | + 6 s |
| 8e | Jacopo Guarnieri  | Italie     | Liquigas-Cannondale | + 6 s |
| 9e | Robbie McEwen     | Australie  | Team RadioShack     | + 6 s |
| 10e | Taylor Phinney    | États-Unis | BMC Racing Team     | + 6 s |

| \| Classement général \| Classement général \| Classement général \| Classement général \| Classement général \| \| Coureur \| Coureur \| Pays \| Équipe \| Temps \| \| ------------------ \| -------------------- \| ------------------ \| ---------------------------- \| ------------------ \| \| 1er \| Edvald Boasson Hagen \| Norvège \| Team Sky \| 18 h 01 min 26 s \| \| 2e \| Philippe Gilbert \| Belgique \| Omega Pharma-Lotto \| + 12 s \| \| 3e \| David Millar \| Royaume-Uni \| Garmin-Cervélo \| + 18 s \| \| 4e \| Taylor Phinney \| États-Unis \| BMC Racing Team \| + 25 s \| \| 5e \| Jos van Emden \| Pays-Bas \| Rabobank \| + 47 s \| \| 6e \| Joost van Leijen \| Pays-Bas \| Vacansoleil-DCM \| + 54 s \| \| 7e \| Dominique Cornu \| Belgique \| Topsport Vlaanderen-Mercator \| + 57 s \| \| 8e \| Dries Devenyns \| Belgique \| Quick Step \| + 58 s \| \| 9e \| Ben Hermans \| Belgique \| Team RadioShack \| + 59 s \| \| 10e \| Linus Gerdemann \| Allemagne \| Leopard-Trek \| + 1 min 03 s \| |                      |             |                              |                  |
| |                      |             |                              |                  |
| Source : ProCyclingStats |                      |             |                              |                  |
| Classement général |                      |             |                              |                  |
| Coureur | Coureur              | Pays        | Équipe                       | Temps            |
| 1er | Edvald Boasson Hagen | Norvège     | Team Sky                     | 18 h 01 min 26 s |
| 2e | Philippe Gilbert     | Belgique    | Omega Pharma-Lotto           | + 12 s           |
| 3e | David Millar         | Royaume-Uni | Garmin-Cervélo               | + 18 s           |
| 4e | Taylor Phinney       | États-Unis  | BMC Racing Team              | + 25 s           |
| 5e | Jos van Emden        | Pays-Bas    | Rabobank                     | + 47 s           |
| 6e | Joost van Leijen     | Pays-Bas    | Vacansoleil-DCM              | + 54 s           |
| 7e | Dominique Cornu      | Belgique    | Topsport Vlaanderen-Mercator | + 57 s           |
| 8e | Dries Devenyns       | Belgique    | Quick Step                   | + 58 s           |
| 9e | Ben Hermans          | Belgique    | Team RadioShack              | + 59 s           |
| 10e | Linus Gerdemann      | Allemagne   | Leopard-Trek                 | + 1 min 03 s     |

### 6eétape
14 août 2011 – Sittard-Geleen - Sittard-Geleen, 201,2 km
| \| Classement de l'étape \| Classement de l'étape \| Classement de l'étape \| Classement de l'étape \| Classement de l'étape \| \| Coureur \| Coureur \| Pays \| Équipe \| Temps \| \| --------------------- \| ---------------------- \| --------------------- \| --------------------- \| --------------------- \| \| 1er \| Edvald Boasson Hagen \| Norvège \| Team Sky \| 4 h 53 min 06 s \| \| 2e \| Manuel António Cardoso \| Portugal \| Team RadioShack \| + 0 s \| \| 3e \| Lars Boom \| Pays-Bas \| Rabobank \| + 0 s \| \| 4e \| Grega Bole \| Slovénie \| Lampre-ISD \| + 0 s \| \| 5e \| Damiano Caruso \| Italie \| Liquigas-Cannondale \| + 0 s \| \| 6e \| Andreas Stauff \| Allemagne \| Quick Step \| + 0 s \| \| 7e \| Tomas Vaitkus \| Lituanie \| Astana \| + 0 s \| \| 8e \| Simone Ponzi \| Italie \| Liquigas-Cannondale \| + 0 s \| \| 9e \| Koen de Kort \| Pays-Bas \| Skil-Shimano \| + 0 s \| \| 10e \| Vladimir Gusev \| Russie \| Katusha \| + 0 s \| |                        |           |                     |                 |
| |                        |           |                     |                 |
| Source : ProCyclingStats |                        |           |                     |                 |
| Classement de l'étape |                        |           |                     |                 |
| Coureur | Coureur                | Pays      | Équipe              | Temps           |
| 1er | Edvald Boasson Hagen   | Norvège   | Team Sky            | 4 h 53 min 06 s |
| 2e | Manuel António Cardoso | Portugal  | Team RadioShack     | + 0 s           |
| 3e | Lars Boom              | Pays-Bas  | Rabobank            | + 0 s           |
| 4e | Grega Bole             | Slovénie  | Lampre-ISD          | + 0 s           |
| 5e | Damiano Caruso         | Italie    | Liquigas-Cannondale | + 0 s           |
| 6e | Andreas Stauff         | Allemagne | Quick Step          | + 0 s           |
| 7e | Tomas Vaitkus          | Lituanie  | Astana              | + 0 s           |
| 8e | Simone Ponzi           | Italie    | Liquigas-Cannondale | + 0 s           |
| 9e | Koen de Kort           | Pays-Bas  | Skil-Shimano        | + 0 s           |
| 10e | Vladimir Gusev         | Russie    | Katusha             | + 0 s           |

## Évolution des classements
| #                  | Vainqueur            | Classement général   | Classement par points | Classement des jeunes | Classement par équipes |
| ------------------ | -------------------- | -------------------- | --------------------- | --------------------- | ---------------------- |
| P                  | Taylor Phinney       | Taylor Phinney       | Taylor Phinney        | Taylor Phinney        | Rabobank               |
| 1                  | André Greipel        | Taylor Phinney       | Taylor Phinney        | Taylor Phinney        | Rabobank               |
| 2                  | André Greipel        | Taylor Phinney       | Edvald Boasson Hagen  | Taylor Phinney        | Rabobank               |
| 3                  | Philippe Gilbert     | Philippe Gilbert     | Edvald Boasson Hagen  | Edvald Boasson Hagen  | Team Sky               |
| 4                  | Jesse Sergent        | Edvald Boasson Hagen | Edvald Boasson Hagen  | Edvald Boasson Hagen  | Team RadioShack        |
| 5                  | Matteo Bono          | Edvald Boasson Hagen | Edvald Boasson Hagen  | Edvald Boasson Hagen  | Team RadioShack        |
| 6                  | Edvald Boasson Hagen | Edvald Boasson Hagen | Edvald Boasson Hagen  | Edvald Boasson Hagen  | Team RadioShack        |
| Classements finals | Classements finals   | Edvald Boasson Hagen | Edvald Boasson Hagen  | Edvald Boasson Hagen  | Team RadioShack        |

## Classements finals

### Classement général
| \| Classement général \| Classement général \| Classement général \| Classement général \| Classement général \| \| Coureur \| Coureur \| Pays \| Équipe \| Temps \| \| ------------------ \| -------------------- \| ------------------ \| ---------------------------- \| ------------------ \| \| 1er \| Edvald Boasson Hagen \| Norvège \| Team Sky \| 22 h 54 min 22 s \| \| 2e \| Philippe Gilbert \| Belgique \| Omega Pharma-Lotto \| + 22 s \| \| 3e \| David Millar \| Royaume-Uni \| Garmin-Cervélo \| + 28 s \| \| 4e \| Taylor Phinney \| États-Unis \| BMC Racing Team \| + 35 s \| \| 5e \| Jos van Emden \| Pays-Bas \| Rabobank \| + 57 s \| \| 6e \| Joost van Leijen \| Pays-Bas \| Vacansoleil-DCM \| + 1 min 04 s \| \| 7e \| Dominique Cornu \| Belgique \| Topsport Vlaanderen-Mercator \| + 1 min 07 s \| \| 8e \| Dries Devenyns \| Belgique \| Quick Step \| + 1 min 08 s \| \| 9e \| Ben Hermans \| Belgique \| Team RadioShack \| + 1 min 09 s \| \| 10e \| Linus Gerdemann \| Allemagne \| Leopard-Trek \| + 1 min 13 s \| |                      |             |                              |                  |
| |                      |             |                              |                  |
| Source : ProCyclingStats |                      |             |                              |                  |
| Classement général |                      |             |                              |                  |
| Coureur | Coureur              | Pays        | Équipe                       | Temps            |
| 1er | Edvald Boasson Hagen | Norvège     | Team Sky                     | 22 h 54 min 22 s |
| 2e | Philippe Gilbert     | Belgique    | Omega Pharma-Lotto           | + 22 s           |
| 3e | David Millar         | Royaume-Uni | Garmin-Cervélo               | + 28 s           |
| 4e | Taylor Phinney       | États-Unis  | BMC Racing Team              | + 35 s           |
| 5e | Jos van Emden        | Pays-Bas    | Rabobank                     | + 57 s           |
| 6e | Joost van Leijen     | Pays-Bas    | Vacansoleil-DCM              | + 1 min 04 s     |
| 7e | Dominique Cornu      | Belgique    | Topsport Vlaanderen-Mercator | + 1 min 07 s     |
| 8e | Dries Devenyns       | Belgique    | Quick Step                   | + 1 min 08 s     |
| 9e | Ben Hermans          | Belgique    | Team RadioShack              | + 1 min 09 s     |
| 10e | Linus Gerdemann      | Allemagne   | Leopard-Trek                 | + 1 min 13 s     |

| Classement par points | Classement par points | Classement par points | Classement par points       | Classement par points |
| Coureur               | Coureur               | Pays                  | Équipe                      | Points                |
| --------------------- | --------------------- | --------------------- | --------------------------- | --------------------- |
| 1er                   | Edvald Boasson Hagen  | Norvège               | Team Sky                    | 122 pts               |
| 2e                    | Taylor Phinney        | États-Unis            | BMC Racing Team             | 85 pts                |
| 3e                    | André Greipel         | Allemagne             | Omega Pharma-Lotto          | 68 pts                |
| 4e                    | Grega Bole            | Slovénie              | Lampre-ISD                  | 66 pts                |
| 5e                    | Lars Boom             | Pays-Bas              | Rabobank                    | 56 pts                |
| 6e                    | Philippe Gilbert      | Belgique              | Omega Pharma-Lotto          | 47 pts                |
| 7e                    | Jesse Sergent         | Nouvelle-Zélande      | Leopard-Trek                | 43 pts                |
| 8e                    | Jürgen Roelandts      | Belgique              | Omega Pharma-Lotto          | 42 pts                |
| 9e                    | Julien Fouchard       | France                | Cofidis, le Crédit en Ligne | 40 pts                |
| 10e                   | Denis Galimzyanov     | Russie                | Katusha                     | 40 pts                |

| Classement par points | Classement par points | Classement par points | Classement par points       | Classement par points |
| Coureur               | Coureur               | Pays                  | Équipe                      | Points                |
| --------------------- | --------------------- | --------------------- | --------------------------- | --------------------- |
| 1er                   | Edvald Boasson Hagen  | Norvège               | Team Sky                    | 122 pts               |
| 2e                    | Taylor Phinney        | États-Unis            | BMC Racing Team             | 85 pts                |
| 3e                    | André Greipel         | Allemagne             | Omega Pharma-Lotto          | 68 pts                |
| 4e                    | Grega Bole            | Slovénie              | Lampre-ISD                  | 66 pts                |
| 5e                    | Lars Boom             | Pays-Bas              | Rabobank                    | 56 pts                |
| 6e                    | Philippe Gilbert      | Belgique              | Omega Pharma-Lotto          | 47 pts                |
| 7e                    | Jesse Sergent         | Nouvelle-Zélande      | Leopard-Trek                | 43 pts                |
| 8e                    | Jürgen Roelandts      | Belgique              | Omega Pharma-Lotto          | 42 pts                |
| 9e                    | Julien Fouchard       | France                | Cofidis, le Crédit en Ligne | 40 pts                |
| 10e                   | Denis Galimzyanov     | Russie                | Katusha                     | 40 pts                |

| Classement du meilleur jeune | Classement du meilleur jeune | Classement du meilleur jeune | Classement du meilleur jeune | Classement du meilleur jeune |
| Coureur                      | Coureur                      | Pays                         | Équipe                       | Temps                        |
| ---------------------------- | ---------------------------- | ---------------------------- | ---------------------------- | ---------------------------- |
| 1er                          | Edvald Boasson Hagen         | Norvège                      | Team Sky                     | 22 h 54 min 22 s             |
| 2e                           | Taylor Phinney               | États-Unis                   | BMC Racing Team              | + 35 s                       |
| 3e                           | Ben Hermans                  | Belgique                     | Team RadioShack              | + 1 min 09 s                 |
| 4e                           | Damiano Caruso               | Italie                       | Liquigas-Cannondale          | + 2 min 04 s                 |
| 5e                           | Maxime Vantomme              | Belgique                     | Katusha                      | + 2 min 19 s                 |
| 6e                           | Simone Ponzi                 | Italie                       | Liquigas-Cannondale          | + 2 min 36 s                 |
| 7e                           | Pieter Jacobs                | Belgique                     | Topsport Vlaanderen-Mercator | + 2 min 43 s                 |
| 8e                           | Romain Zingle                | Belgique                     | Cofidis, le Crédit en Ligne  | + 2 min 48 s                 |
| 9e                           | Michael Schär                | Suisse                       | BMC Racing Team              | + 3 min 06 s                 |
| 10e                          | Laurens De Vreese            | Belgique                     | Topsport Vlaanderen-Mercator | + 3 min 07 s                 |

| Classement du meilleur jeune | Classement du meilleur jeune | Classement du meilleur jeune | Classement du meilleur jeune | Classement du meilleur jeune |
| Coureur                      | Coureur                      | Pays                         | Équipe                       | Temps                        |
| ---------------------------- | ---------------------------- | ---------------------------- | ---------------------------- | ---------------------------- |
| 1er                          | Edvald Boasson Hagen         | Norvège                      | Team Sky                     | 22 h 54 min 22 s             |
| 2e                           | Taylor Phinney               | États-Unis                   | BMC Racing Team              | + 35 s                       |
| 3e                           | Ben Hermans                  | Belgique                     | Team RadioShack              | + 1 min 09 s                 |
| 4e                           | Damiano Caruso               | Italie                       | Liquigas-Cannondale          | + 2 min 04 s                 |
| 5e                           | Maxime Vantomme              | Belgique                     | Katusha                      | + 2 min 19 s                 |
| 6e                           | Simone Ponzi                 | Italie                       | Liquigas-Cannondale          | + 2 min 36 s                 |
| 7e                           | Pieter Jacobs                | Belgique                     | Topsport Vlaanderen-Mercator | + 2 min 43 s                 |
| 8e                           | Romain Zingle                | Belgique                     | Cofidis, le Crédit en Ligne  | + 2 min 48 s                 |
| 9e                           | Michael Schär                | Suisse                       | BMC Racing Team              | + 3 min 06 s                 |
| 10e                          | Laurens De Vreese            | Belgique                     | Topsport Vlaanderen-Mercator | + 3 min 07 s                 |

| Classement par équipes | Classement par équipes       | Classement par équipes | Classement par équipes |
| Équipe                 | Équipe                       | Pays                   | Temps                  |
| ---------------------- | ---------------------------- | ---------------------- | ---------------------- |
| 1re                    | Team RadioShack              | États-Unis             | 68 h 45 min 24 s       |
| 2e                     | Sky ProCycling               | Royaume-Uni            | + 0 s                  |
| 3e                     | Rabobank                     | Pays-Bas               | + 22 s                 |
| 4e                     | BMC Racing Team              | États-Unis             | + 2 min 11 s           |
| 5e                     | Katusha                      | Russie                 | + 2 min 13 s           |
| 6e                     | Leopard-Trek                 | Luxembourg             | + 2 min 35 s           |
| 7e                     | Quick Step Cycling Team      | Belgique               | + 2 min 36 s           |
| 8e                     | Lampre-ISD                   | Italie                 | + 2 min 55 s           |
| 9e                     | Topsport Vlaanderen-Mercator | Belgique               | + 3 min 39 s           |
| 10e                    | Cofidis, le Crédit en Ligne  | France                 | + 4 min 19 s           |

| Classement par équipes | Classement par équipes       | Classement par équipes | Classement par équipes |
| Équipe                 | Équipe                       | Pays                   | Temps                  |
| ---------------------- | ---------------------------- | ---------------------- | ---------------------- |
| 1re                    | Team RadioShack              | États-Unis             | 68 h 45 min 24 s       |
| 2e                     | Sky ProCycling               | Royaume-Uni            | + 0 s                  |
| 3e                     | Rabobank                     | Pays-Bas               | + 22 s                 |
| 4e                     | BMC Racing Team              | États-Unis             | + 2 min 11 s           |
| 5e                     | Katusha                      | Russie                 | + 2 min 13 s           |
| 6e                     | Leopard-Trek                 | Luxembourg             | + 2 min 35 s           |
| 7e                     | Quick Step Cycling Team      | Belgique               | + 2 min 36 s           |
| 8e                     | Lampre-ISD                   | Italie                 | + 2 min 55 s           |
| 9e                     | Topsport Vlaanderen-Mercator | Belgique               | + 3 min 39 s           |
| 10e                    | Cofidis, le Crédit en Ligne  | France                 | + 4 min 19 s           |